# Championnat d'Irak de football 1998-1999
Navigation
Saison précédente Saison suivante
La saison 1998-1999 du Championnat d'Irak de football est la vingt-cinquième édition de la première division en Irak, l' Iraqi Premier League. La compétition se déroule sous la forme d'une poule unique où les seize meilleurs clubs du pays s'affrontent deux fois au cours de la saison, à domicile et à l'extérieur. En fin de saison, seul le dernier du classement est relégué et remplacé par les onze meilleurs clubs de deuxième division, afin de faire passer le championnat à 26 équipes.
C'est le club d'Al-Zawra'a SC qui remporte le championnat cette saison après avoir terminé en tête du classement final, avec un seul point d'avance sur Talaba SC et huit sur Al Qowa Al Jawia Bagdad. C'est le huitième titre de champion d'Irak de l'histoire du club, qui réussit le doublé en s'imposant en finale de la Coupe d'Irak face à Talaba SC.

## Les clubs participants
| - Al-Karkh SC - Promu de D2 - Al Shorta Bagdad - Najaf FC - Al Nafat Bagdad - Samarra FC - Salahaddin FC - Al Kadmiyah - Promu de D2 - Dohuk SC - Promu de D2 | - Al Qowa Al Jawia Bagdad - Al-Zawra'a SC - Talaba SC - Maysan SC - Diyala FC - Al Mina'a Bassora - Al Jaish Bagdad - Al Salikh |

## Compétition
Le barème de points servant à établir les classements se décompose ainsi :
- Victoire : 3 points
- Match nul : 1 point
- Défaite : 0 point

### Classement
| Rang | Équipe                  | Pts | J  | G  | N  | P  | Bp | Bc | Diff |
| ---- | ----------------------- | --- | -- | -- | -- | -- | -- | -- | ---- |
| 1    | Al-Zawra'a SCC          | 76  | 30 | 24 | 4  | 2  | 73 | 22 | +51  |
| 2    | Talaba SC               | 75  | 30 | 24 | 3  | 3  | 71 | 25 | +46  |
| 3    | Al Qowa Al Jawia Bagdad | 68  | 30 | 21 | 5  | 4  | 87 | 27 | +60  |
| 4    | Al Mina'a Bassora       | 50  | 30 | 14 | 8  | 8  | 35 | 29 | +6   |
| 5    | Al Shorta BagdadT       | 49  | 30 | 13 | 10 | 7  | 55 | 40 | +15  |
| 6    | Al-Karkh SCP            | 45  | 30 | 11 | 12 | 7  | 42 | 32 | +10  |
| 7    | Diyala FC               | 42  | 30 | 10 | 12 | 8  | 35 | 37 | -2   |
| 8    | Najaf FC                | 37  | 30 | 9  | 10 | 11 | 44 | 43 | +1   |
| 9    | Dohuk SCP               | 37  | 30 | 8  | 13 | 9  | 32 | 33 | -1   |
| 10   | Al Nafat Bagdad         | 36  | 30 | 9  | 9  | 12 | 35 | 38 | -3   |
| 11   | Samarra FC              | 35  | 30 | 9  | 8  | 13 | 28 | 51 | -23  |
| 12   | Al Jaish Bagdad         | 31  | 30 | 9  | 4  | 17 | 25 | 42 | -17  |
| 13   | Al KadmiyahP            | 29  | 30 | 7  | 8  | 15 | 42 | 62 | -20  |
| 14   | Maysan FC               | 22  | 30 | 6  | 4  | 20 | 25 | 64 | -39  |
| 15   | Salahaddin FC           | 21  | 30 | 6  | 3  | 21 | 27 | 67 | -40  |
| 16   | Al Salikh               | 9   | 30 | 2  | 3  | 25 | 17 | 61 | -44  |

|  | Qualification pour la Coupe d'Asie des clubs champions 2000-2001     |
|  | Qualification pour la Coupe des Coupes 2000-2001                     |
|  | Relégation directe en deuxième division                              |
|  | T : Tenant du titre C : Vainqueur de la Coupe d'Irak P : Promu de D2 |

## Bilan de la saison
| Championnat d'Irak de football 1998-1999   | |
| Champion                                   | Al-Zawra'a SC (8e titre) |
| Coupes et trophées                         | |
| Vainqueur de la Coupe d'Irak 1998-1999     | Al-Zawra'a SC |
| Qualifications continentales               | |
| Coupe d'Asie des clubs champions 2000-2001 | Al-Zawra'a SC |
| Coupe des Coupes 2000-2001                 | Talaba SC |
| Promotions et relégations                  | |
| Promus en Iraqi Premier League             | Arbil SC Al Difa Al Jawia Bagdad Ramadi FC Mossoul FC Nassriya FC Diwaniya FC Samawa FC Koot FC Al-Kahraba Bagdad Kirkouk FC Haifa FC |
| Relégués en Iraqi Second League            | Al Salikh |